# Aaron Judge
Aaron James Judge (né le 26 avril 1992 à Linden, Californie, États-Unis) est un voltigeur des Yankees de New York de la Ligue majeure de baseball. 
À sa première saison complète en 2017, il établit un nouveau record de 52 circuits par un joueur recrue et est unanimement élu recrue de l'année dans la Ligue américaine de baseball. Lors de la saison 2022, il est élu joueur par excellence, en concurrence avec Shohei Ohtani, de la Ligue Américaine notamment après avoir battu le record de coups de circuit lors d'une même saison avec 62.

## Biographie

### Jeunesse
Aaron James Judge naît le 26 avril 1992 à Linden en Californie. Il est adopté au lendemain de sa naissance par un couple de professeurs, Patty et Wayne Judge,. Il a un frère plus âgé, John, également adopté par ses parents. À l'école élémentaire, il demande à ses parents pourquoi il ne ressemble pas à ses parents — il est Afro-Américain et ses parents non — et apprend qu'il a été adopté. Judge grandit à Linden, un village agricole à 160 km de San Francisco.
Judge va à l'école secondaire de Linden où il est une vedette dans trois sports : au baseball en tant que lanceur et joueur de première base, au football américain comme wide receiver et au basket-ball en tant que pivot. Lors de sa dernière saison au secondaire, Judge inscrit 22 touchdowns au football américain et lance la balle de baseball à 94 miles par heure. Jusqu'à vingt recruteurs vont le voir à chaque rencontre de baseball cette saison-là. Régulièrement, ses adversaires évitent de lui laisser une chance de frapper la balle et les recruteurs lui demandent de la frapper après les matchs officiels. Ses entraîneurs, Piombo et Joe Piombo Jr., sont impressionnés par sa capacité à envoyer la balle à l'extérieur des stades en champ centre. Menée par Judge, Linden remporte le titre de la ligue Mother Lode puis passe trois tours de la phase finale de la compétition inter scolaire de Californie.

### Sélections et carrière dans les ligues mineures

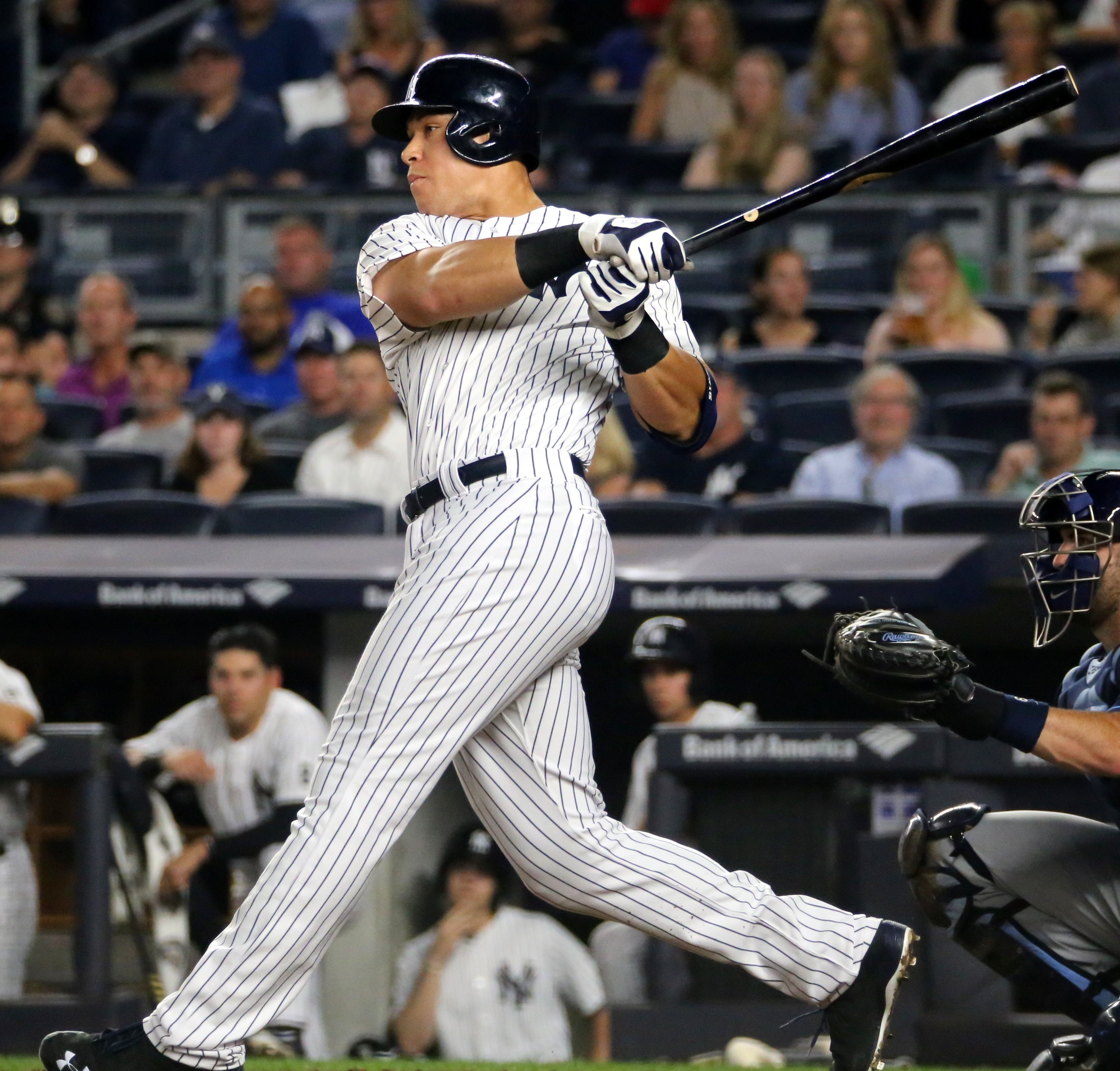
Aaron Judge le 8 septembre 2016 avec les Yankees.

Aaron Judge est repêché par les Athletics d'Oakland au 31e tour de sélection en 2010 alors qu'il est toujours à son école secondaire de Linden, en Californie. Il ignore l'offre des Athletics et rejoint les Bulldogs de l'université d'État de Californie à Fresno, avant de devenir le choix de première ronde des Yankees de New York et 32e joueur sélectionné au total au repêchage amateur de 2013. Il signe avec les Yankees son premier contrat professionnel et perçoit une prime à la signature qui s'élève à 1,8 million de dollars. Une blessure au quadriceps le tient à l'écart du jeu après la signature de ce contrat et il ne fait ses débuts professionnels en ligues mineures qu'en 2014 avec les RiverDogs de Charleston en ligue A dans la South Atlantic League. Il joue 65 rencontres à Charleston, frappant avec une moyenne au bâton de ,333, une moyenne de présence sur les buts de ,428, une moyenne de puissance de ,530 avec neuf circuits et 45 points produits sur la saison. En cours de sa saison, Judge est promu par les Yankees dans la ligue A avancée dans la ligue de l'État de Floride dans l'équipe des Yankees de Tampa. Il y confirme son statut de jeune talent prometteur à fort potentiel de frappeur droitier puissant que les Yankees cherchent activement.

### Ligues majeures

#### Saison 2016: débuts
Aaron Judge fait ses débuts dans le baseball majeur le 13 août 2016 avec les Yankees de New York. Haut de 2 mètres (6 pieds et 7 pouces) et lourd de 125 kg (275 livres), Judge est l'un des plus imposants joueur de position des majeures. Nate Freiman est légèrement plus grand que lui mais sa dimension se compare à celle de la vedette Giancarlo Stanton, avec qui il partage une évidente puissance offensive qui le rend propice à frapper nombre de coups de circuit. Dès son premier match dans les majeures le 13 août 2016, Judge frappe dès son premier passage au bâton son premier coup sûr : un circuit aux dépens du lanceur Matt Andriese des Rays de Tampa Bay. Judge frappe 4 circuits en 27 matchs à son premier séjour avec les Yankees à la fin de la saison 2016 mais certaines faiblesses sont apparentes. Si son physique est un avantage quand il frappe la balle, il crée également une grande zone de prises pour les lanceurs. Sa moyenne au bâton ne s'élève qu'à ,179 durant cette période et il est retiré sur des prises 42 fois, soit 44 pour cent de ses 95 passages au bâton.

#### 2017: recrue de l'année

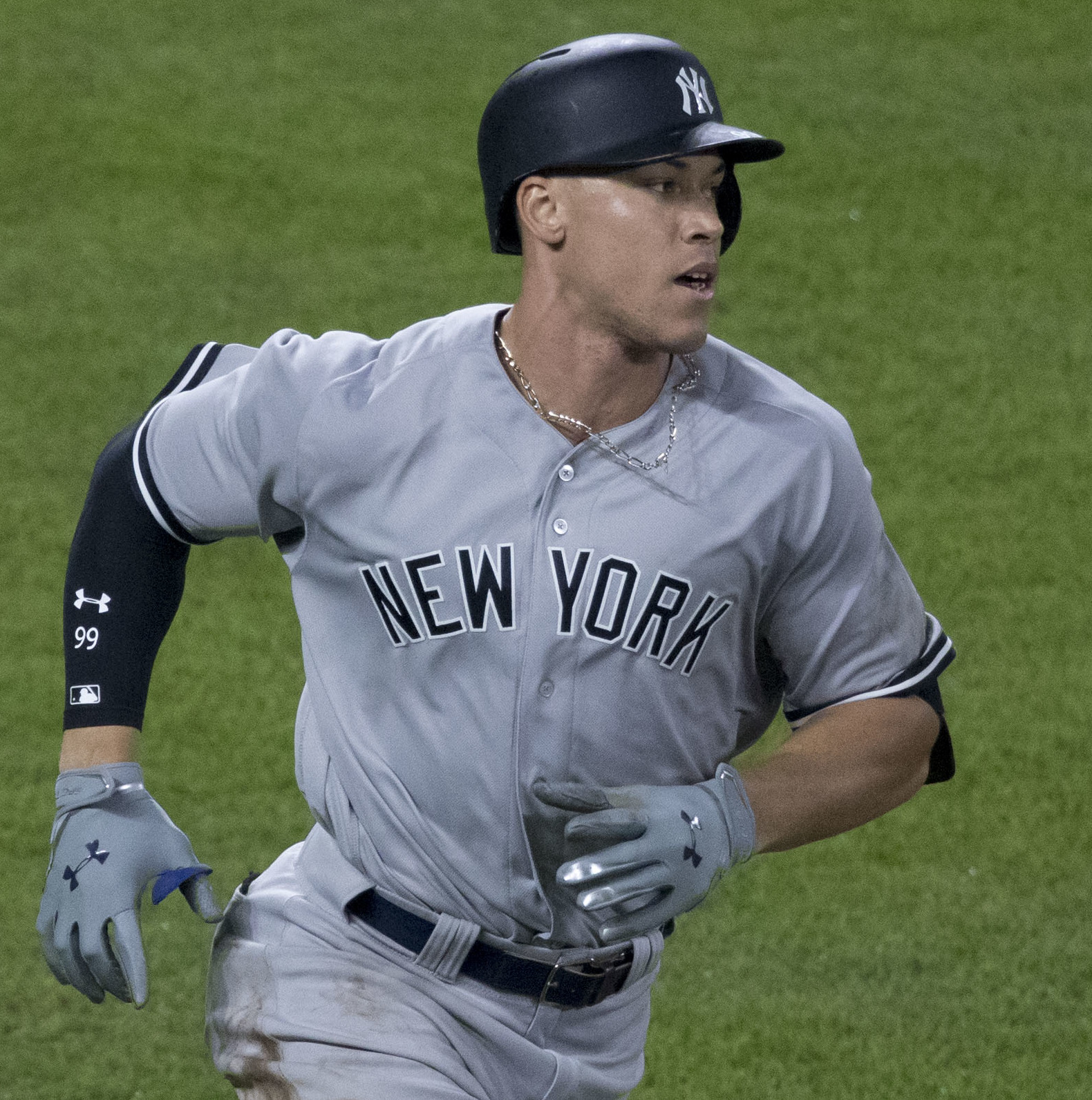
Aaron Judge en 2017.

À la fin de l'entraînement de printemps en 2017, Judge décroche le poste de voltigeur de droite des Yankees pour la saison qui débute. N'ayant pas commencé la saison précédente, il est considéré comme une recrue, un débutant. Il montre des signes de progrès dès le début de la saison. Avec 10 circuits en 22 matchs, Judge est nommée meilleure recrue du mois d'avril dans la Ligue américaine. Il ajoute 7 circuits le mois suivant et est de nouveau élu meilleure recrue. 
Nommé meilleure recrue du mois pour la 3e fois de suite, Judge cumule cet honneur avec celui du joueur du mois de juin 2017 dans la Ligue américaine, après avoir durant la période ajouté 10 circuits, 25 points produits, 30 points marqués, 30 buts sur balles, en plus d'ajouter à sa moyenne au bâton de ,324 et à sa moyenne de puissance de ,686 une moyenne de présence sur les buts de ,481.
Judge est invité au match des étoiles le 11 juillet 2017 à Miami, dans lequel le public vote pour qu'il soit l'un des 3 voltigeurs de la formation partante de la Ligue américaine. Il reçoit 4 488 702 votes, le plus haut total parmi les joueurs de la Ligue américaine cette année-là, et le second plus haut total parmi tous les joueurs des majeures après Bryce Harper des Nationals de Washington.
Le 10 juillet 2017, il remporte l'annuel concours de coups de circuit présenté la veille du match. Durant la compétition, l'un de ses circuits touche le toit du Marlins Park, alors que les ingénieurs ayant conçu les plans du stade avaient utilisé des équations de la NASA pour s'assurer que cette situation ne se produise jamais. Les Marlins estiment que la balle cognée par Judge touche une poutre à une hauteur de 170 pieds (51,8 mètres) au champ centre-gauche, soit l'équivalent de frapper le 17e étage d'un édifice après avoir voyagé 300 pieds (91,4 mètres).
Judge établit un record peu enviable du baseball majeur lorsqu'il est retiré sur des prises lors de 37 matchs consécutifs, une séquence qui dure du 8 juillet au 20 août 2017. Il bat l'ancien record de 35 matchs de suite par Bill Stoneman, un lanceur des Expos de Montréal en 1971, ainsi que le record de 32 matchs pour un joueur de position, établi par Adam Dunn des White Sox de Chicago en 2012. Il bat en 2017 le record de la Ligue américaine pour le plus grand nombre de retraits sur des prises par un joueur recrue, éclipsant le total de 185 par Pete Incaviglia avec Texas en 1986,.
Judge est la deuxième recrue de l'histoire à frapper au moins 40 circuits en une saison, après Mark McGwire. Le 25 septembre 2017, frappant contre Trevor Cahill son second circuit du match contre les Royals de Kansas City, Judge atteint les 50 circuits pour battre le record des majeures de 49 par un joueur recrue, établi en 1987 par Mark McGwire avec Oakland.
Il établit le record du plus grand nombre de buts sur balles soutirés par un joueur à sa première saison, battant la marque de 106 établie par Les Fleming en 1942 pour Cleveland.
À ses débuts en éliminatoires, Judge frappe un circuit de deux points face aux Twins du Minnesota lors du match de meilleur deuxième de la Ligue américaine le 3 octobre 2017. Dans la Série de divisions entre les Yankees et Cleveland, Judge est retiré 16 fois sur des prises en 23 passages au bâton. Il s'agit d'un nouveau record de retraits sur des prises dans une série éliminatoire (incluant les séries ayant été jouées en 7 matchs) et il est le premier joueur depuis 1903 à être retiré sur des prises trois fois lors de trois matchs éliminatoires différents une même année.
Aaron Judge est choisi à l'unanimité la recrue de l'année en 2017 dans la Ligue américaine de baseball. Il est le premier joueur des Yankees à recevoir le prix depuis Derek Jeter en 1996.
Vedette, il est l'un des joueurs les plus demandés par les marques américaines.

#### Saison 2022: l'année de tous les records
La saison 2022 d'Aaron Judge restera sans doute comme la meilleure de sa carrière jusqu'à présent. Elle n'est pas couronnée d'un titre lors de la série mondiale 2022, remportée par les Houston Astros, mais la course au record du nombre de coups de circuit en une seule saison tient en haleine toute la ligue. Avec 62 home runs, il s'adjuge le record sur une saison par un joueur des Yankees de New York, détrônant le précédent record de Roger Maris datant de 1961.
Aaron Judge a frappé le septième plus grand nombre de home run en une seule saison dans l’histoire de l’AL / NL, derrière Barry Bonds, Mark McGwire (70 en 1998; 65 en 1999) et Sammy Sosa (66 en 1998; 64 en 2001; 63 en 1999 ). 
Il termine tout près de remporter la Triple Couronne affichant une moyenne au bâton de 31.1% (2ème de la ligue Américaine), 62 home runs et 131 points produits sur l'ensemble de la saison 2022. 
Le 9 novembre 2022, il remporte le prix Hank-Aaron, récompensant les meilleurs attaquants de la MLB, pour la première fois de sa carrière,. Dix jours plus tard, il est désigné joueur par excellence de la Ligue américaine.
Au terme de la saison, agent libre, Aaron Judge signe un nouveau contrat de neuf saisons avec les Yankees de New York pour une valeur totale de 360 millions de dollars, neuf mois après avoir refusé une extension de contrat d'une valeur de 213,5 millions de dollars,.
Il est nommé le premier Capitaine des Yankees depuis la retraite de Derek Jeter en 2014.